# Карагандинский областной музей изобразительного искусства
Карагандинский областной музей изобразительного искусства (каз. Қарағанды облыстық бейнелеу өнері мұражайы) — музей в г. Караганда, единственный художественный музей в Карагандинской области.
Открыт в 1988 году как отдел изобразительного искусства областного краеведческого музея, а в следующем году он получает статус музея изобразительного искусства. Первый директор — член Союза художников КазССР Н. И. Иванина. 22 января 1999 года реорганизован в КГКП «Областной музей изобразительного искусства».
Имеет 4 выставочных зала. Общая площадь 1075,5 м², экспозиционная площадь 466 м², в хранилище более 10 тысяч произведений искусства, большей частью экслибрисы. Первые экспонаты для нового музея поступили из Дирекции художественных выставок Союза художников Казахстана и Советского фонда культуры. Проводит выставки произведений живописи, графики, скульптуры, декоративного искусства, рукоделия, имеющих художественную ценность. Занимается собранием, хранением произведений искусства и научно-исследовательской работой. В экспозициях музея выставлены работы республиканских и карагандинских художников (А. Галымбаевой, Г. Исмаиловой, Л. П. Леонтьева, С. Мамбеева, Р. Сахи, К. Тельжанова, Н. Нурмухамедова, В. И. Крылова, Ю. В. Гумеля, А. Сыдыханова и др.), в том числе произведения более 40 заслуженных деятелей искусств и 30 народных художников Казахстана и стран СНГ, работы представителя ОСТ С. Лучишкина. В музее проводятся авторские художественные выставки.